# Norra Satakunta ekonomiska region
Norra Satakunta ekonomiska region (finska: Pohjois-Satakunnan seutukunta) är en av ekonomiska regionerna i landskapet Satakunta i Finland. Folkmängden i regionen uppgick den 1 januari 2013 till 21 877 invånare, regionens totala areal utgjordes av 2 631 kvadratkilometer och därav utgjordes landytan av 2 521,44  kvadratkilometer.  I Finlands NUTS-indelning representerar regionen nivån LAU 1 (f.d. NUTS 4), och dess nationella kod är 044 .  

## Medlemskommuner i regionen
Norra Satakunta ekonomiska region  omfattar följande fyra kommuner:
- Jämijärvi kommun
- Kankaanpää stad
- Karvia kommun
- Siikais kommun (finska: Siikainen)

Samtliga kommuners språkliga status är enspråkigt finska. Ekonomiska regionen omfattade sex kommuner fram till årsskiftet 2014/2015, då Lavia kommun fusionerades med Björneborgs stad.